# Lista de presidentes da Câmara Municipal de Almada
Segue-se uma lista de Presidentes da Câmara Municipal de Almada, desde que passou o Presidente a ser democraticamente eleito por sufrágio directo, universal e secreto, após o 25 de Abril.
Legenda de cores
| # | Presidente da Comissão Administrativa (Nascimento–Morte)               | Retrato | Início do mandato     | Fim do mandato         | Eleições           | Partido | Partido                              |
| - | ---------------------------------------------------------------------- | ------- | --------------------- | ---------------------- | ------------------ | ------- | ------------------------------------ |
| ? | Afonso Martins Correia Gonçalves (?–?)                                 |         | 1935                  | 1937                   | ——                 |         | União Nacional                       |
| # | Presidente da Câmara Municipal (Nascimento–Morte)                      | Retrato | Início do mandato     | Fim do mandato         | Eleições           | Partido | Partido                              |
| ? | António Baptista de Carvalho (?–?)                                     |         | 1937                  | 1941                   | ——                 |         | União Nacional                       |
| ? | João Baptista Pais Pinto (?–?)                                         |         | 1941                  | 1942                   | ——                 |         | União Nacional                       |
| ? | Luís Teotónio Pereira (1895–1990)                                      |         | 1942                  | 1946                   | ——                 |         | União Nacional                       |
| ? | Luís Arriaga de Sá Linhares (1897–1974)                                |         | 1946                  | 1954                   | ——                 |         | União Nacional                       |
| ? | Emílio Aquiles Monteverde (?–?)                                        |         | 1954                  | 1962                   | ——                 |         | União Nacional                       |
| ? | José Valeriano da Glória Pacheco (?–1969)                              |         | 1962                  | 1969                   | ——                 |         | União Nacional                       |
| ? | Serafim de Jesus Silveira Júnior (1901–?)                              |         | 1969                  | 1974                   | ——                 |         | União Nacional/Ação Nacional Popular |
| ? | Manuel Rosado Caldeira Pais (1929–2015)                                |         | 28 de março de 1974   | 1974                   | ——                 |         | Ação Nacional Popular                |
| # | Presidente da Comissão Democrática Administrativa (Nascimento–Morte)   | Retrato | Início do mandato     | Fim do mandato         | Eleições           | Partido | Partido                              |
| ? | Fernando Proença de Almeida (1939–2018)                                |         | 16 de maio de 1974    | 30 de novembro de 1976 | ——                 |         | Independente                         |
| # | Presidente da Câmara Municipal (Nascimento–Morte)                      | Retrato | Início do mandato     | Fim do mandato         | Eleições           | Partido | Partido                              |
| 1 | José Martins Vieira (1948–1997)                                        |         | 1977                  | 1988                   | 1976               |         | Frente Eleitoral Povo Unido          |
| 1 | José Martins Vieira (1948–1997)                                        | 1979    | 1977                  | 1988                   | Aliança Povo Unido |         |                                      |
| 1 | José Martins Vieira (1948–1997)                                        | 1982    | 1977                  | 1988                   | Aliança Povo Unido |         |                                      |
| 1 | José Martins Vieira (1948–1997)                                        | 1985    | 1977                  | 1988                   | Aliança Povo Unido |         |                                      |
| 2 | Maria Emília Guerreiro Neto de Sousa (1944–)                           |         | 6 de novembro de 1987 | 2013                   | ——                 |         | Comunista                            |
| 2 | Maria Emília Guerreiro Neto de Sousa (1944–)                           | 1989    | 6 de novembro de 1987 | 2013                   |                    |         | Comunista                            |
| 2 | Maria Emília Guerreiro Neto de Sousa (1944–)                           | 1993    | 6 de novembro de 1987 | 2013                   |                    |         | Comunista                            |
| 2 | Maria Emília Guerreiro Neto de Sousa (1944–)                           | 1997    | 6 de novembro de 1987 | 2013                   |                    |         | Comunista                            |
| 2 | Maria Emília Guerreiro Neto de Sousa (1944–)                           | 2001    | 6 de novembro de 1987 | 2013                   |                    |         | Comunista                            |
| 2 | Maria Emília Guerreiro Neto de Sousa (1944–)                           | 2005    | 6 de novembro de 1987 | 2013                   |                    |         | Comunista                            |
| 2 | Maria Emília Guerreiro Neto de Sousa (1944–)                           | 2009    | 6 de novembro de 1987 | 2013                   |                    |         | Comunista                            |
| 3 | Joaquim Estêvão Miguel Judas (1951–)                                   |         | 18 de outubro de 2013 | 28 de outubro de 2017  | 2013               |         | Comunista                            |
| 4 | Inês de Saint-Maurice Esteves de Medeiros Victorino de Almeida (1968–) |         | 28 de outubro de 2017 | presente               | 2017               |         | Socialista                           |
| 4 | Inês de Saint-Maurice Esteves de Medeiros Victorino de Almeida (1968–) | 2021    | 28 de outubro de 2017 | presente               |                    |         | Socialista                           |